# Skraveltjärnen (Idre socken, Dalarna, 686047-131234)
Skraveltjärnen är en sjö i Älvdalens kommun i Dalarna och ingår i Dalälvens huvudavrinningsområde.